# Paredes da Beira
Paredes da Beira é uma povoação portuguesa sede da Freguesia de Paredes da Beira do Município de São João da Pesqueira, freguesia com 23,32 km² de área e 495 habitantes (censo de 2021), tendo, por isso, uma densidade populacional de 21,2 hab./km²
Paredes da Beira foi vila e sede de concelho desde o século XI até ao início do século XIX. Este era constituído pelas freguesias de Paredes da Beira e Riodades. Tinha, em 1801, 1349 habitantes. Aquando da extinção foi anexado ao concelho (atual município) de São João da Pesqueira.

## Demografia
A população registada nos censos foi:
| Distribuição da População por Grupos Etários | Distribuição da População por Grupos Etários | Distribuição da População por Grupos Etários | Distribuição da População por Grupos Etários | Distribuição da População por Grupos Etários |
| -------------------------------------------- | -------------------------------------------- | -------------------------------------------- | -------------------------------------------- | -------------------------------------------- |
| Ano                                          | 0-14 Anos                                    | 15-24 Anos                                   | 25-64 Anos                                   | > 65 Anos                                    |
| 2001                                         | 137                                          | 125                                          | 335                                          | 136                                          |
| 2011                                         | 73                                           | 77                                           | 338                                          | 141                                          |
| 2021                                         | 49                                           | 45                                           | 254                                          | 147                                          |

## Património
- Igreja Paroquial de Paredes da Beira;
- Capela de Nossa Senhora da Assunção;
- Capela de São Sebastião;
- Capela de São Salvador;
- Casa de Azevedo e Capela / Casa da Torre das Pedras (onde nasceu a escritora do século XVII, Ângela de Azevedo)